# Häädemeeste jõgi
Häädemeeste jõgi (Häädemeesteån) är ett vattendrag i sydvästra Estland. Det ligger i Häädemeeste kommun i landskapet Pärnumaa, 150 km söder om huvudstaden Tallinn. Den är 16 km lång. Åns källa är våtmarken Nigula raba och dess mynning är i Rigabukten vid småköpingen (estniska: alevik) Häädemeeste.